# 菜売

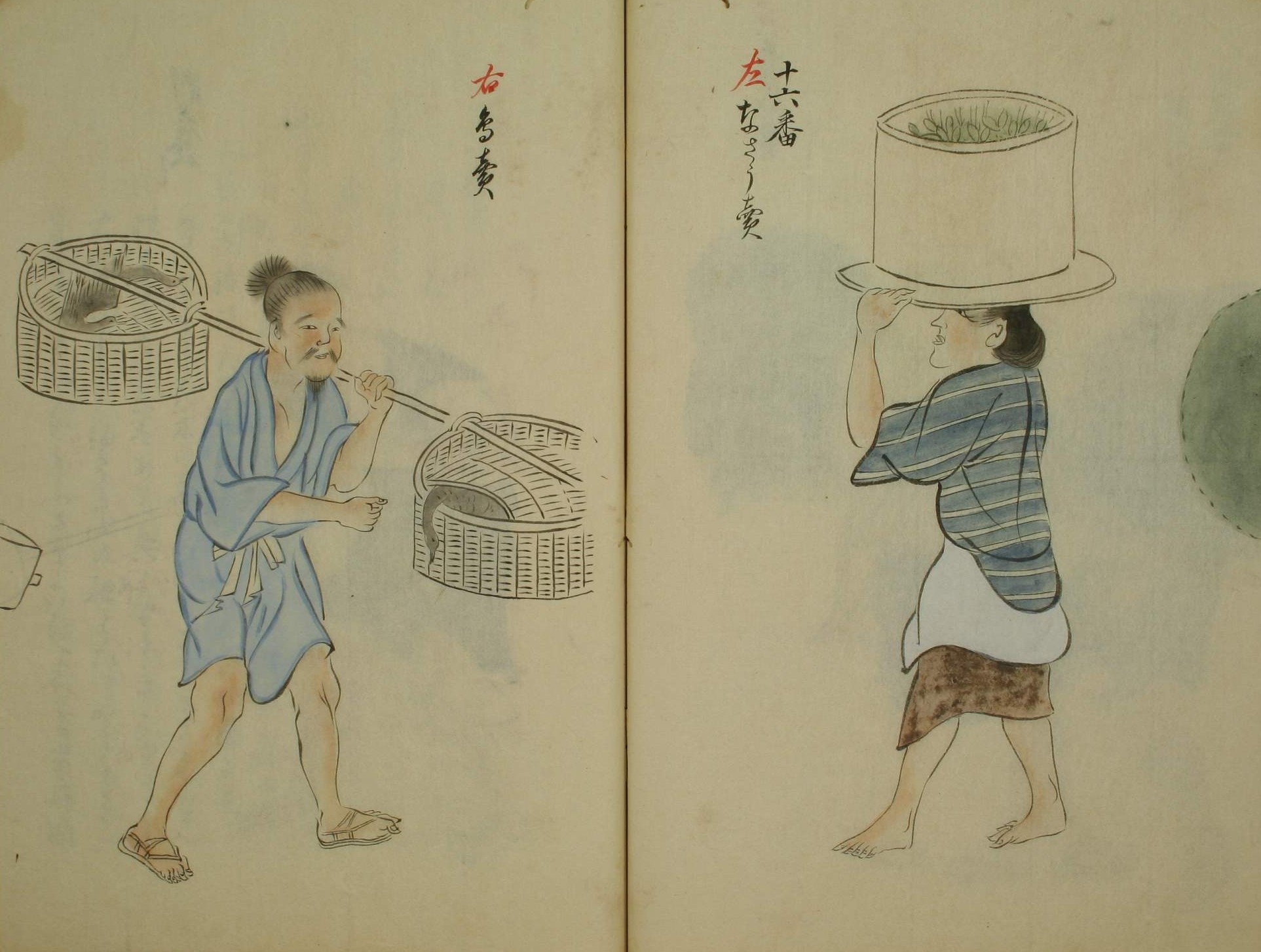
鳥売（左）、菜売（なさう賣、右）の歌合（『三十二番職人歌合』、1494年、その1838年の模写）。裸足の女性である（図1）。

菜売（なうり）は、中世・近世（12世紀 - 19世紀）期の日本にかつて存在した菜（葉菜類）を行商する者（物売）、およびその行為である。おもに女性が行商を行った。菜候（なそう）、菜候売（なそううり）とも呼び、いずれも新春の季語である。

## 略歴・概要
「菜売」を「菜候」あるいは「菜候売」と呼ぶのは、「菜そう」が「菜そうろう」（「菜ございます」の意）の略であり、「菜そう」という呼び声で売り歩いたことに由来する。このことは1645年（正保2年）に刊行された俳諧論書『毛吹草』にも指摘がある。
室町時代、15世紀末の1494年（明応3年）に編纂された『三十二番職人歌合』の冒頭には、「いやしき身なる者」として、「鳥売」とともに「菜うり」（菜売）あるいは「なさう賣」（菜候売）として紹介され、頭上に巨大な容器に入った菜を載せて裸足で歩く女性の姿が描かれている。同歌合にピックアップされた32の職能のうち、女性は「菜売」のほかは「桂の女」「鬘捻」のみで、後者はいずれも座っており、「鬘捻」は足が見えず「桂の女」は足袋のようなものを履いている。また裸足で路上を歩いているように描かれているのは、作業上必要とみられる「石切」「大鋸挽」「結桶師」を除けば、「菜売」のほかは、漂泊系の宗教者・芸能者である「猿牽」「胸叩」「高野法師」「巡礼」「薦僧」、運輸業者である「渡守」「輿舁」、物売である「糖粽売」「火鉢売」「材木売」、そして判者の「勧進聖」である。同歌合に載せられた歌は、
- 春霞 にくくたちぬる 花の陰に 売るや菜さうも 心あらなむ
- 定めをく 宿もなそうの あさ夕に かよふ内野の 道のくるしさ

というもので、前者は春霞が立ち桜が咲く風景に「菜売」の「菜そう」という呼び声が響き渡っており、情趣を理解して欲しいものだという風流人視線の思いを描き、後者は京都の西の外れである「内野」（うちの、現在の京都市上京区南西部一帯）から、朝も夕も通ってくる住所不定の漂泊民のようにうかがえる「菜売」の姿を描いている。

「内野」とは、もともと平安時代（8世紀）には平安京大内裏が存在した地であるが、律令政治が終焉して以降に荒廃し、1227年（安貞元年）の大内裏全焼をもって再建されることなく、原野になっていた地域である。とくに明徳の乱（内野合戦、1391年）以降は、カブ栽培の畑のみが残され、ここで栽培・収穫されるカブを「内野蕪菁」（うちのかぶら）と呼んだ。16世紀末に同地に聚楽第が造営されたが、数年で廃棄されたので、以降ふたたびカブの栽培が行われ、「聚楽蕪菁」（じゅらくかぶら）とも呼ばれた。隣接する地域である壬生で栽培された菜として、壬生菜（ミブナ）がある。「菜売」が京都市街地で売り歩いたのは、これら京野菜の源流となる葉菜類であろうと推定されている。1527年（大永7年）以後に成立したとされる宗長の『宗長手記』によれば、「菜候、芋候、なすび候、白うり候」と、「菜売」（菜候）同様の呼び声で、芋やなすび（ナス）、白うり（シロウリ）の行商が行われたという。
江戸時代（17世紀 - 19世紀）、後期の時点でも「菜売」は存在しており、1813年（文化10年3月）に初演された歌舞伎狂言『お染久松色読販』にも登場している。同作は同時代を描く「世話物」であり、作者の四世鶴屋南北（1755年 - 1829年）の時代の江戸（現在の東京都）には、「菜売」は少なくとも存在したといえる。

## 頭上運搬

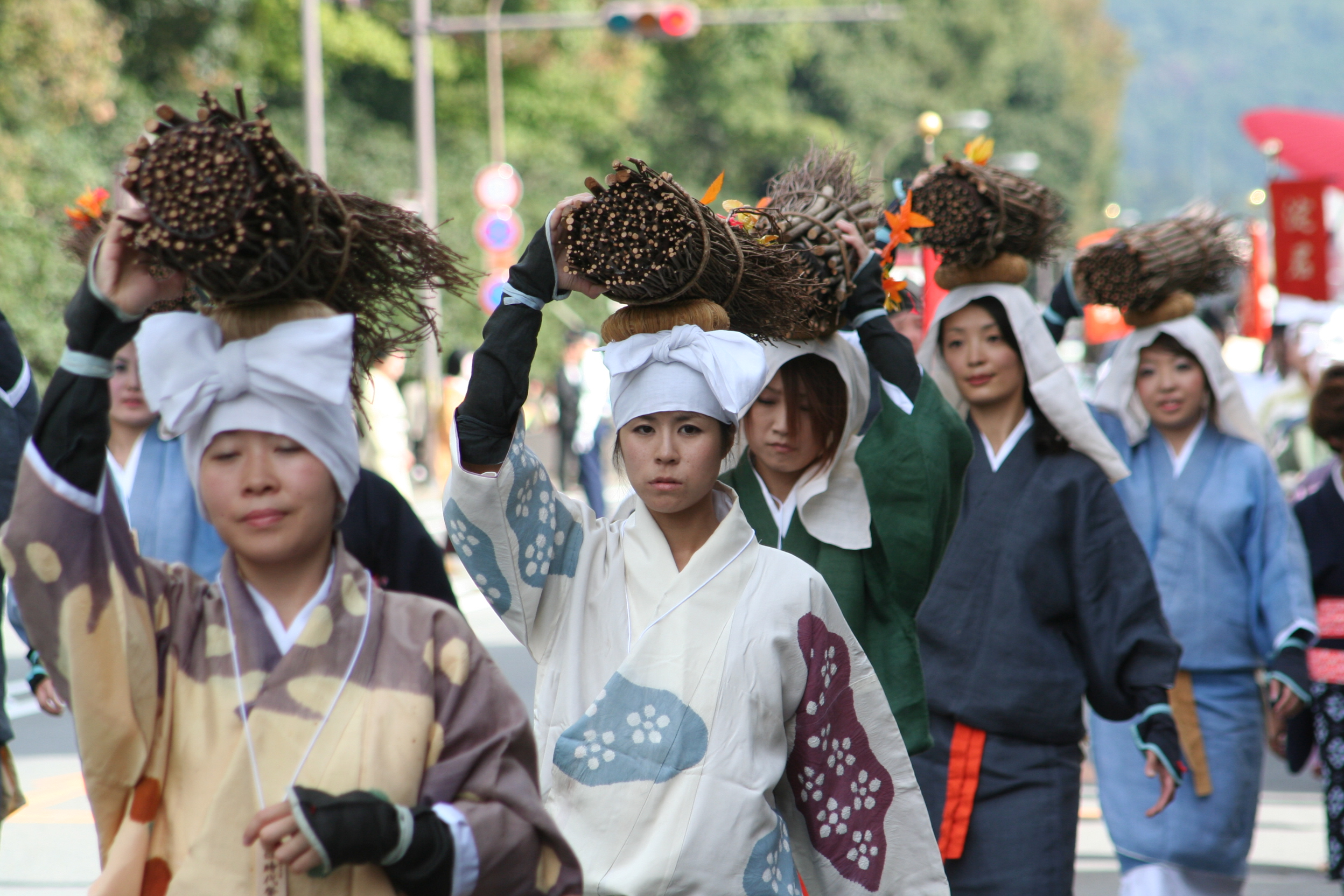
頭上運搬する大原女（「時代祭」、2009年撮影）。

内野から行商に来る「菜売」（菜候）は、『三十二番職人歌合』の図像をみる限り、頭上に巨大な容器に入った菜を載せて、裸足で歩いている（図1）。大原から来る大原女、北白川から来る白川女、桂から来る桂女もそれぞれ、薪や花かご、鮎を入れた桶を頭上運搬していたことが、これら京都の「販女」（ひさぎめ）たちの特徴である。
日本でもっとも普遍的・基本的な運搬法であり、現在無形民俗文化財に指定されている「背負運搬」とは、いずれも異なっている。川田順造の研究によれば、頭上運搬の著しい発達がみられるのは「西アフリカ内陸の黒人」であって、一般に「日本人、アメリカ先住民も含む黄人 (モンゴロイド）」においては、肩で重心を支える「棒運搬」、重心の低い「背負運搬」が中心である。
萬納寺徳子（小池徳子）によれば、平安時代の女性はとくに、圧倒的に頭上運搬をしていたようであり、時代が進むにつれ、運搬具も発達し、「背負運搬」「棒運搬」が増えたという歴史がある。1943年（昭和18年）に瀬川清子が全国調査を行なった結果、日本の海沿いや山岳地域には「女性による頭上運搬」が近代以降も根強く残っていたことがわかっている。